# Pseudonortonia elongata
Pseudonortonia elongata är en stekelart som beskrevs av Giordani Soika 1941. Pseudonortonia elongata ingår i släktet Pseudonortonia och familjen Eumenidae. Inga underarter finns listade i Catalogue of Life.